# Campionato francese di rugby a 15 1945-1946
Il Campionato francese di rugby a 15 1945-1946 fu vinto dalla Section paloise (Pau) che sconfisse il Lourdes in finale.

## Formula
Il campionato fu suddiviso in due gruppi di merito
Nel primo gruppo, 54 squadre erano divise in nove gruppi di sei, con le prime 3 (per un totale di 27) qualificate per la seconda fase.
Nel secondo gruppo, di circa 100 squadre, venivano qualificate altre 5 squadre.
I 32 club qualificati, vennero divisi in 8 gruppi di quattro con i vincenti di ognuno di essi in semifinale.

## Contesto
La Coppa di Francia fu vinta dallo Stade toulousain che sconfisse Section paloise in finale.

## Finale
| Arbitro: | Jean Callède |

| |            | |
| mete: Lauga e Cazenave trasf.: Carmouze c.p.: Carmouze | Marcatori  | |
| Paul Moncassin Lucien Martin Henri Larrat Pierre Aristouy Edouard Salsé Jean Lauga Paul Theux André Rousse Théo Cazenave Auguste Lassalle Jean Estrade Pierre Lauga René Desclaux Robert Duthen Jean Carmouze | Formazioni | Daniel Saint-Pastous Fernand Carassus Eugène Buzy Joseph Dutrey René Chaubet François Soro Jean Prat Jean Davant René Barzu Charles Peyrade Guy Faget Jésus Cano André Chanfreau Bettino Pallavicini Georges Bernadet |